# DDR-Oberliga 1962/63 (Badminton)
Die DDR-Oberliga im Badminton war in der Saison 1962/1963 die höchste Mannschaftsspielklasse der in der DDR Federball genannten Sportart. Es war die vierte Austragung dieser Mannschaftsmeisterschaft.

## Ergebnisse
Aktivist Tröbitz – Einheit Gotha 9:2
1962
Aktivist Tröbitz – Motor Ifa Karl-Marx-Stadt 11:0
1963
Aktivist Tröbitz – SG Gittersee 7:4
1963 Tröbitz
Aktivist Tröbitz – SG Gittersee 11:0
1963 Tröbitz
Aktivist Tröbitz – Einheit Gotha 11:0
1963 Tröbitz
Aktivist Tröbitz – Motor Ifa Karl-Marx-Stadt
1963 Sieg für Tröbitz
Aktivist Tröbitz – Post Berlin 11:0
21. April 1963 Leipzig
1. MX: Gottfried Seemann / Annemarie Fritzsche – Hartmut Münch / Gisela Müller 15:6 14:15 15:6
2. MX: Erich Wilde / Rita Gerschner – Helmut Standfuß / Ruth Preuß 7:15 15:7 15:7
1. HD: Gottfried Seemann / Erich Wilde – Hartmut Münch / Klaus Basdorf 13:15 15:3 15:11
2. HD: Klaus Katzor / Gerolf Seemann – Helmut Standfuß / Peter 15:9 15:9
1. HE: Gottfried Seemann – Hartmut Münch 15:1 15:5
2. HE: Erich Wilde – Helmut Standfuß 15:11 15:6
3. HE: Klaus Katzor – Klaus Basdorf 15:9 15:7
4. HE: Gerolf Seemann – Günter Beier 15:7 15:1
1. DE: Rita Gerschner – Ruth Preuß 11:6 11:3
2. DE: Annemarie Fritzsche – Gisela Müller 11:2 11:2
1. DD: Rita Gerschner / Annemarie Fritzsche – Ruth Preuß / Gaby Stiegel 15:1 15:0

## Endstand
| Platz   | Mannschaft |
| ------- | --- |
| 1.      | Aktivist Tröbitz (Gottfried Seemann, Gerolf Seemann, Erich Wilde, Klaus Katzor, Annemarie Fritzsche, Rita Gerschner)                                              |
| 2.      | Post Berlin (Helmut Standfuß, Günter Beier, Uwe Trettin, Hartmut Münch, Klaus Basdorf, Peter, Gisela Müller, Gaby Stiegel, Ruth Preuß, Gitti Standfuß)            |
| 3.      | EBT Berlin (Hans Abraham, Klaus Adam, Horst Winkler, Günter Görges, Gerd Riedel, Kurt Willumeit, Sigrid Jaschke, Karin Füller, Christel Hintze, Bärbel Jeltsch)   |
| 4.      | Motor IFA Karl-Marx-Stadt |
| 5. / 6. | Einheit Gotha |
| 5. / 6. | Einheit Greifswald |
| 7. / 8. | HSG DHfK Leipzig (Gerd Börnert, Norbert Skonetzki, Bernd Hachmeister, Gerd Hachmeister, Günter Ringel, Holmer Harbrich, Beate Herbst, Karin Horn, Jutta Benzmann) |
| 7. / 8. | SG Gittersee |